# D'Alembert (cratère)
Pour les articles homonymes, voir D'Alembert (homonymie).
D'Alembert est un très vaste cratère lunaire situé sur la face cachée de la Lune. Les bords du cratère ont été déformés par des impacts ultérieurs. Au nord se trouve le cratère Yamamoto et vers le sud-sud-ouest se trouve le cratère Langevin. Cette plaine formant un grand bassin a le même diamètre que le cratère Clavius situé sur la face visible de la Lune, ce qui en fait une des plus grands cratères sur la Lune. Le plancher intérieur de D'Alembert forme une surface relativement plane, du moins en comparaison avec les terrains accidentés qui entourent le bord du cratère. Cette surface plane est marquée par un certain nombre de petits cratères d'impact, le plus important étant D'Alembert G et D'Alembert E en direction du bord oriental. 
En 1970, l'Union astronomique internationale lui a attribué le nom de d'Alembert en l'honneur de l'encyclopédiste et philosophe français Jean le Rond D'Alembert.

## Cratères satellites
Par convention, les cratères satellites sont identifiés sur les cartes lunaires en plaçant la lettre sur le côté du point central du cratère qui est le plus proche de D'Alembert.
| D'Alembert | Latitude | Longitude | Diamètre |
| ---------- | -------- | --------- | -------- |
| E          | 52.8° N  | 168.2° E  | 22 km    |
| G          | 50.9° N  | 167.5° E  | 18 km    |
| J          | 47.5° N  | 170.4° E  | 20 km    |
| Z          | 55.4° N  | 165.6° E  | 44 km    |